# Транспорт в Андорре

## Железная дорога

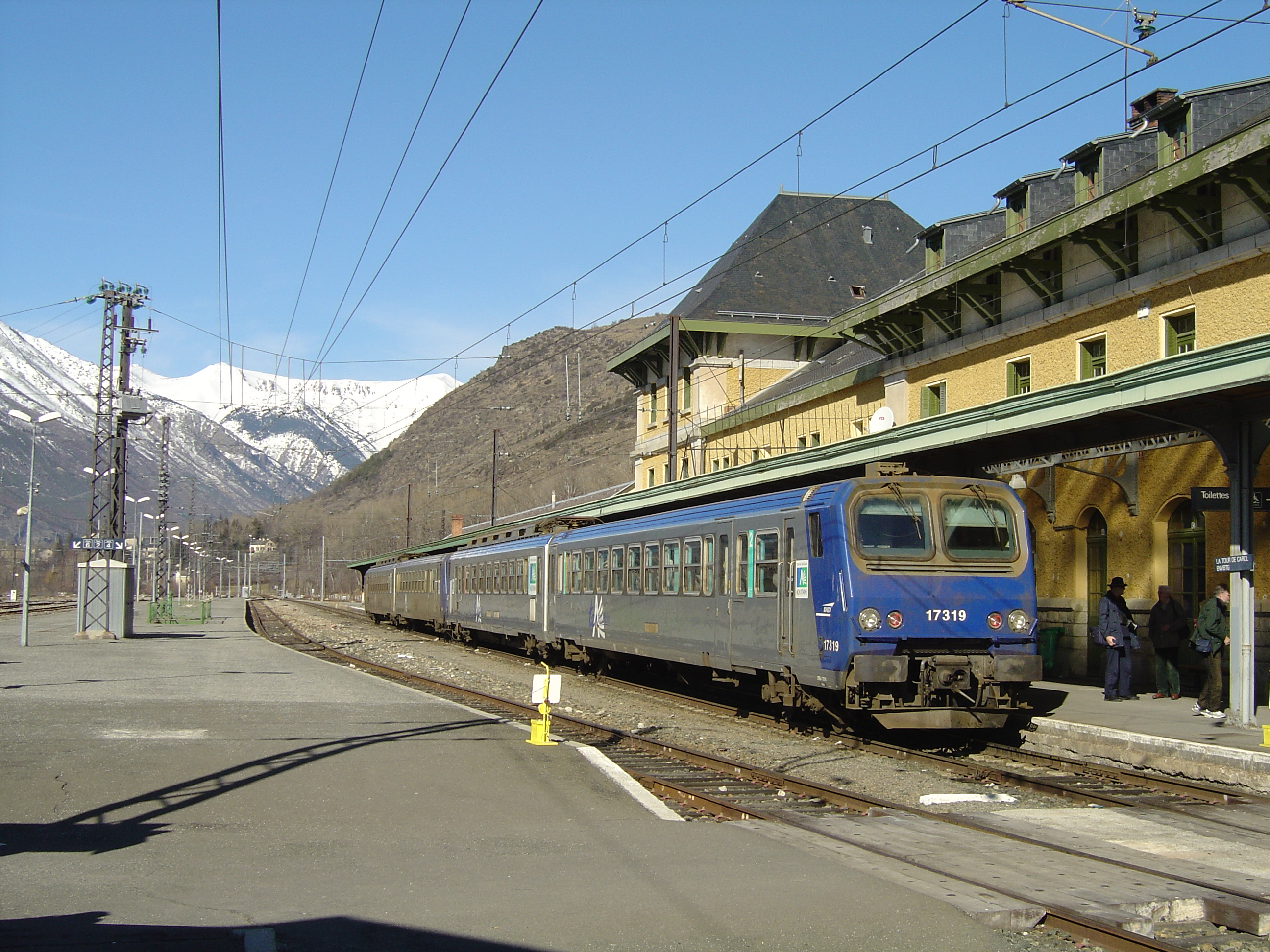
Поезд на станции Латур‑де‑Кароль, одной из двух станций, которые обслуживают Андорру

В Андорре нет железной дороги, но на ее границе проходит железнодорожная линия длиной 2 километра, которая соединяет Латур‑де‑Кароль и Тулузу и соединяется с французским TGV в Тулузе. Две станции во Франции соединены автобусным сообщением до Андорры‑ла‑Вельи — Л’Оспитале‑пре‑л’Андорр, что обслуживается SNCF, и Латур‑де‑Кароль, что обслуживается и линией SNCF до Тулузы и испанской линией RENFE до Барселоны.
В 2004‑м году правительством была предложена новая сеть общественного транспорта «Метро Аері». Однако она еще не построена. Это должна была быть сеть надземного метро, которое курсировало бы над городской рекой.

## Автодороги
Первая дорога, соединяющая страну с Испанией, была построена в 1911‑м году, а с Францией — в 1933 году.
Андорра имеет сеть дорог, общей протяженностью 269 километров, 198 из которых с твердым покрытием. Главная дорога к северу (до Франции) проходит через перевал Энвалира, который находится на высоте 2409 метров, однако который открыт круглый год, поскольку он имеет туннель. Две главные дороги из Андорры‑ла‑Вельи — CG‑1 до испанской границы и CG‑2 до французского через тоннель Энвалира у Пас‑де‑ла‑Каса.
Зимой главные дороги в Андорре обычно быстро расчищают, и поэтому они остаются доступными, а главные дороги из Андорры на французской стороне (RN‑20 и RN‑22), наоборот, иногда перекрываются лавинами. Другие главные дороги из Андорры‑ла‑Вельи — CG‑3 и CG‑4 в Аркалису и Палу соответственно. Второстепенные дороги и тропы также пересекают границу, но они иногда закрыты зимой через глубокий снег.
Автобусная сеть покрывает всю столичную зону и много сельских населенных пунктов. Автобусы ходят с интервалом в полчаса или чаще во время туристического сезона. Также есть автобусное сообщение с Барселоной, аэропортом Барселоны, Реусом, Таррагоной, Тулузой и аэропортом Тулузы. До Барселоны или Тулузы дорога занимает около 3 часов. Автобусы также курсируют до аэропорта Жирона и в Португалию через Льейду. В основном, автобусные службы принадлежат частным компаниям, однако некоторые местные службы — государственные. Частными автобусными службами являются:
- Автокарс Надаль,
- Камино Бас,
- Кооператива Интербана Андоррана,
- Евролайнз,
- Испано Андоррана,
- Нователь.

## Общественный транспорт
Автобусы являются основным общественным транспортным средством. Они выполняют регулярные рейсы в Ла‑Сеу‑д’Уржель и Барселоны в Испании и к Перпиньяну во Франции. Есть также несколько канатных дорог, главная из которых курсирует между Энкампом и озером Энголастерс.

## Воздушный транспорт
В Андорре нет аэропортов. Однако, в стране есть три вертодрома (в Аринсале, Ла‑Массане и Эскальдес‑Энгордани), которые обеспечивают коммерческие вертолетные перевозки. Ближайшие аэропорты — в Перпиньяне (Франция) и в Льейде (Испания). Они находятся на расстоянии 156 и 160 километров от Андорры соответственно. Ближайшие крупные аэропорты — в Тулузе (Франция) и в Барселоне (Испания). Расстояние — 165 и 215 километров соответственно. Также есть ежедневные автобусные сообщения из обоих аэропортов до Андорры.
Планируется построить аэродром для обслуживания Андорры и Пиренеев в Ла‑Сеу‑д’Уржель (за 12 километров от испанской границы и в 24 километрах от Андорры‑ла‑Вельи).